# Michael Nevin
Michael Anthony Nevin (* 6. Mai 1998) ist ein irischer Boxer im Mittelgewicht. Er ist ein Cousin des Boxers John Nevin.

## Boxkarriere
Nevin trainiert im Portlaoise Boxing Club, gewann jeweils die Goldmedaille bei der Schüler-Europameisterschaft 2012 in Anapa, der Junioren-Europameisterschaft 2014 in Anapa und der Jugend-Europameisterschaft 2015 in Kołobrzeg, sowie eine Bronzemedaille bei der Jugend-Weltmeisterschaft 2016 in Sankt Petersburg.
2018 wurde er Irischer Meister im Mittelgewicht und startete bei den Europaspielen 2019 in Minsk, wo er mit Siegen gegen Mark Dickinson, Kamran Şahsuvarlı und Serhat Güler, sowie einer Niederlage im Halbfinale gegen Salvatore Cavallaro, eine Bronzemedaille gewann. Er konnte daraufhin noch an der Weltmeisterschaft 2019 in Jekaterinburg teilnehmen, wo er Andrei Vreme und Vytautas Balsys besiegte, ehe er im Achtelfinale mit 2:3 gegen den späteren Goldmedaillengewinner Gleb Bakschi ausschied.
Bei der europäischen Olympiaqualifikation im März 2020 in London siegte er gegen Max van der Pas, ehe das Turnier aufgrund der COVID-19-Pandemie unterbrochen wurde. Bei der Fortsetzung im Juni 2021 in Paris nahm er nicht mehr teil und begründete dies mit der Vorbereitung auf seine Profikarriere.